# 回民营清真寺
40°07′07″N 116°32′35″E / 40.118513°N 116.543155°E
回民营清真寺，位于北京市顺义区后沙峪镇清岚花园，是一座伊斯兰教清真寺。

## 简介
原回民营清真寺位于后沙峪镇回民营村，相传始建于元大德九年（1305年）。明宣德七年（1432年）扩建大殿，清乾隆年间、光绪八年（1882年）曾进行扩建。1920年，于大殿西南创建清真义学。1925年再次扩建。清真寺坐西朝东，礼拜堂面阔三间，硬山顶，筒瓦屋面，讲堂后为拜月楼，顶部为四角攒尖亭。
2007年11月，因扩建北京首都国际机场，回民营村整体搬迁到顺义区后沙峪镇清岚花园。2007年10月22日，原原回民营清真寺停止使用，并作为古迹保留。经过顺义区政府、后沙峪镇政府支持，回民营村在清岚花园南区新建了回民营清真寺，2009年，新建了回民营清真寺的望月楼。2010年2月25日，回民营清真寺举行望月楼落成庆典仪式。北京市民委副主任、北京市宗教局副局长马中璞，北京市伊斯兰教协会秘书长丁刚，顺义区人民政府副区长车克欣，以及400余名穆斯林出席。
新建成的清真寺包括礼拜殿、南讲堂、北讲堂、游廊、浴室、石碑、服务区等建筑，总占地面积2450平方米，总建筑面积1614平方米。